# Phyllodactylus ventralis
Phyllodactylus ventralis (листопалий гекон маргаритський) — вид геконоподібних ящірок родини Phyllodactylidae. Мешкає в Колумбії і Венесуелі, а також на Карибах.

## Поширення і екологія
Phyllodactylus ventralis поширені на півночі Колумбії, в департаментах Маґдалена, Гуахіра і Сесар, на півночі Венесуели, зокрема на острові Маргарита, а за деякими свідченнями також на Гренаді та на деяких інших Надвітряних островах. Phyllodactylus ventralis живуть в сухих тропічних лісах і чагарникових заростях, в мангрових заростях, в садах і людських поселеннях. Зустрічаються на висоті до 300 м над рівнем моря. Ведуть нічний спосіб життя. Живляться комахами.